# Tasca guanciale

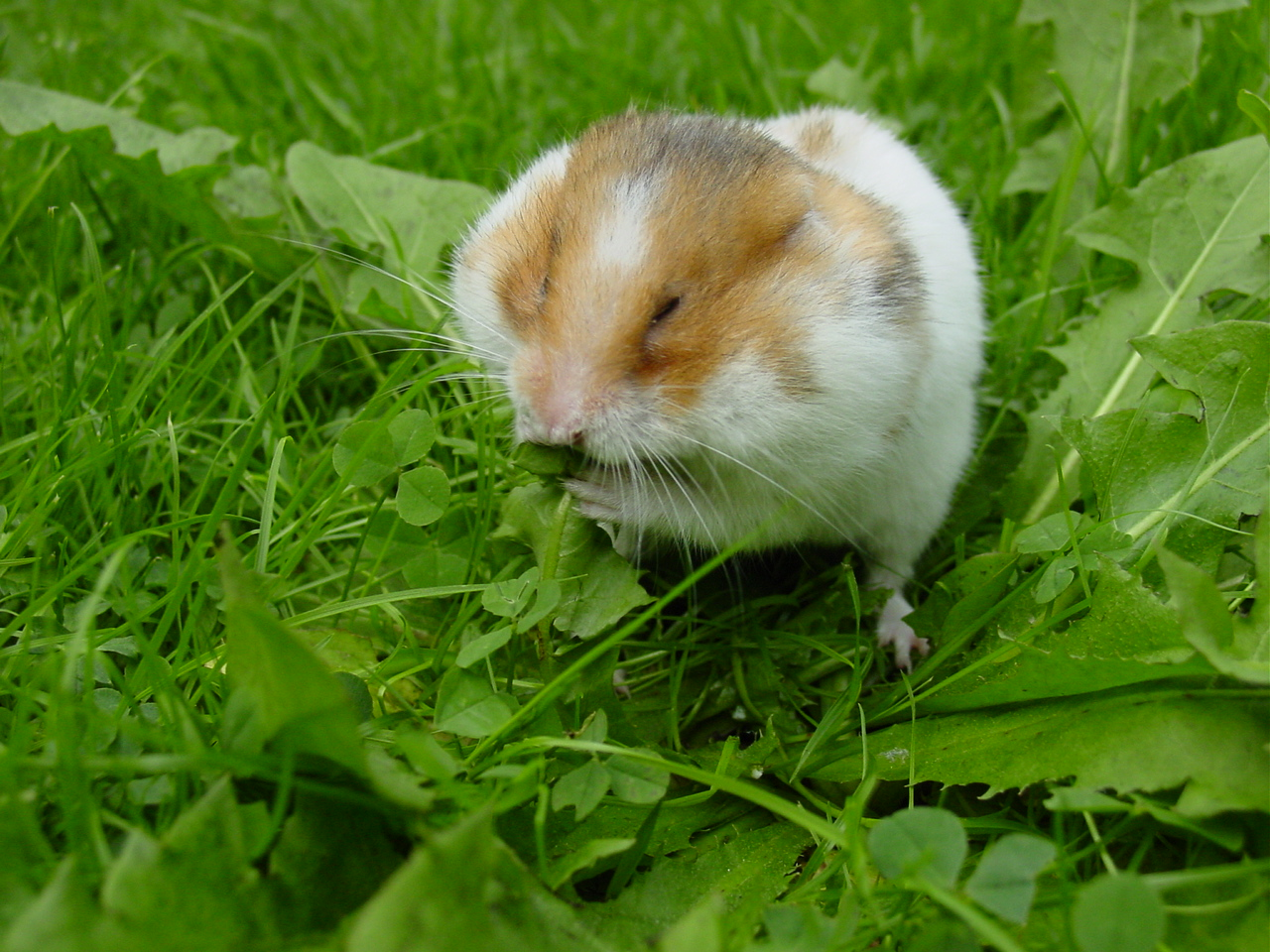
Un criceto dorato si riempie le guance di foglie di tarassaco.

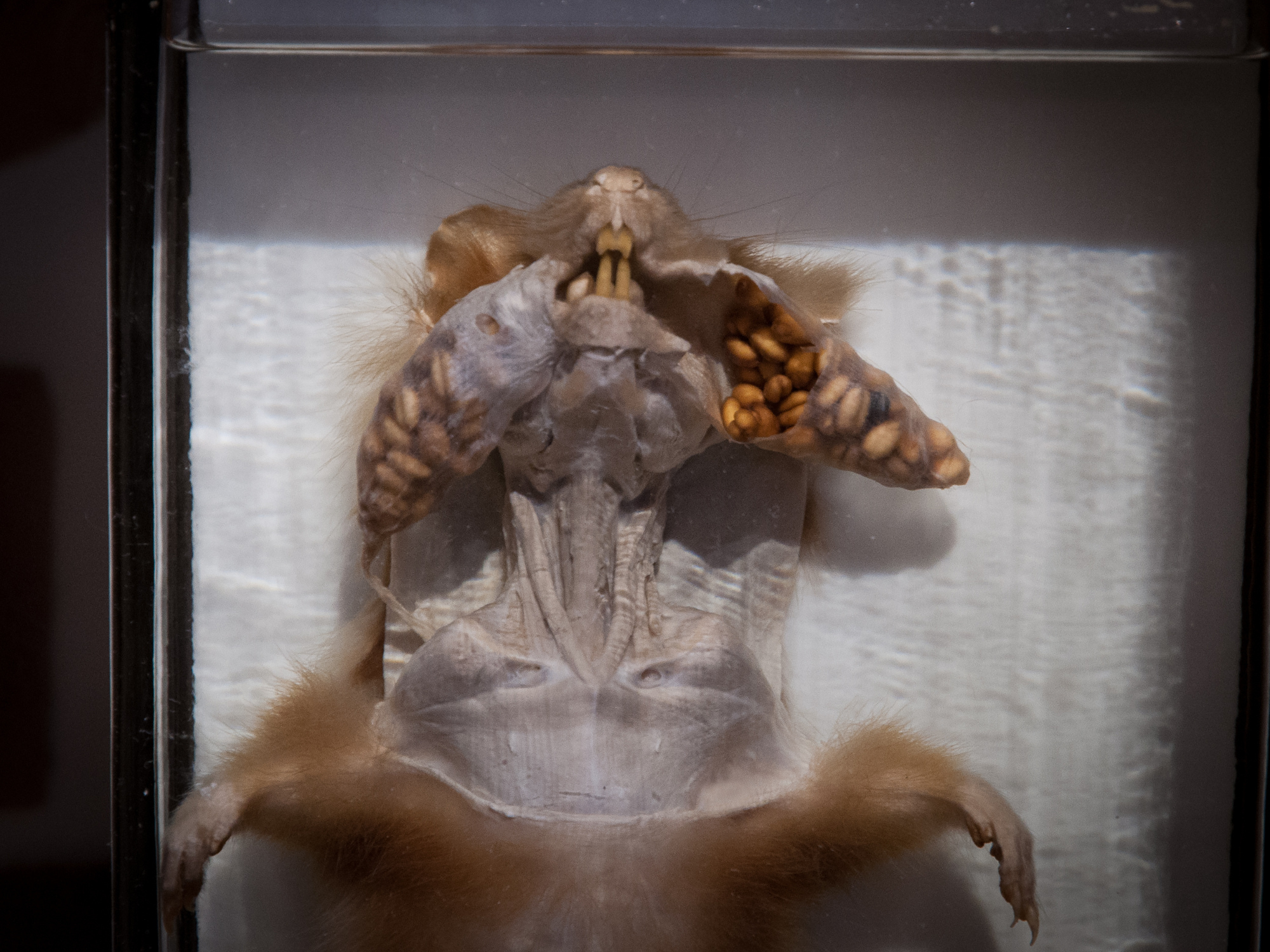
Tasche guanciali sezionate di un criceto europeo.

Le tasche guanciali (in latino Saccus paraoralis) sono delle pieghe della mucosa orale situate a livello delle guance; sebbene le più note siano quelle dei criceti, sono presenti anche in molti altri mammiferi, come l'ornitorinco, il koala, alcuni roditori e molte scimmie. Si estendono su entrambi i lati della testa lungo la mascella inferiore, fino a dietro la scapola, e si trovano direttamente sotto la pelle. Vengono utilizzate per immagazzinare temporaneamente grandi quantità di cibo all'interno della bocca: quelle del criceto dorato hanno una capacità di circa 20 g, mentre quelle del criceto europeo possono contenere fino a 50 g.
L'apertura della tasca si trova all'angolo della bocca a livello dello spazio privo di denti (diastema) tra incisivi e premolari. Qui una flangia cutanea di forma triangolare si ripiega all'interno, chiudendo la connessione con il cavo orale quando la bocca è chiusa. Il muscolo buccinatore, che funge da sfintere, si irradia nella parete dell'apertura. Il muscolo retrattile della tasca guanciale (Musculus tensor sacci paraoralis) nasce dalle ultime due vertebre toraciche e si irradia nella tasca guanciale da dietro e dall'altro (cioè in senso dorso-caudale).
Sulla parte interna posteriore delle tasche è presente un tessuto fortemente piegato che sporge in avanti: ciò permette alle tasche di allargarsi quando il cibo viene ingerito. Le ghiandole salivari particolarmente sviluppate - in particolare la parotide e la sottomandibolare - agiscono come lubrificanti durante l'inserimento o l'espulsione del cibo.
In caso di alimentazione impropria con cibi particolarmente appiccicosi, le tasche guanciali dei criceti spesso si ostruiscono, tanto da essere ripulite manualmente. Nel caso non si intervenga, potrebbe verificarsi il loro prolasso.